# Odontorrhina
Odontorrhina là một chi bọ cánh cứng thuộc phân họ Cetoniinae, gồm bốn loài và hai phân loài. Cơ thể của tất cả các loài được bao phủ bởi lớp lông nhỏ. Chúng được cho là có quan hệ họ hàng gần nhất với chi Trichostetha. Các loài thuộc chi đã được ghi nhận ở các tỉnh Bắc Cape và Tây Cape của Cộng hòa Nam Phi, với một ghi nhận chưa được xác nhận ở miền nam Namibia. Chúng là loài đặc hữu của vùng Fynbos và Succulent Karoo.

## Các loài

### O. hispida
Odontorrhina hispida có màu đồng kim loại nhạt và toàn bộ lưng của chúng được bao phủ bởi lớp lông ngắn màu cam xỉn hoặc vàng. Chúng dài khoảng 18 mm và ngang 11 mm.
Ấu trùng của O. hispida đã được tìm thấy cùng với ấu trùng của Ichnestoma coetzeri dưới các cây họ Cúc hoặc họ Táo. Các nhà sưu tập coi chúng là loài hiếm.
Phạm vi của loài tập trung hơn ở trong đất liền và về phía đông so với các loài khác của chi Odontorrhina. Môi trường sống chủ yếu của chúng là miền núi.

### O. krigei
Odontorrhina krigei gần như màu đen hoàn toàn, bao gồm cả lớp lông cứng của chúng ở hầu hết các cá thể. Loài này dường như dành phần lớn thời gian trưởng thành của mình trong hoặc xung quanh các gò mối, nơi chúng cũng phát triển dưới dạng ấu trùng. Giống như O. hispida, phạm vi phân bố của loài tập trung nhiều hơn trong đất liền so với các loài khác và chúng bị giới hạn ở nhiều vùng núi hơn.

### O. maraisi
Odontorrhina maraisi có màu từ đồng đến đen trên lưng và xanh ôliu đến đồng ở mặt dưới. Tiêu bản thu được của loài này khác với O. hispida ở chỗ lông của chúng có màu trắng thay vì nâu vàng hoặc vàng, và với O. pubescens ở chỗ màu sẫm hơn. Loài này có thể dài khoảng 17,5–22 mm và có chiều ngang 10–12 mm.
Tên loài, maraisi, được đặt theo tên của Andre P. Marais, người dẫn đầu các quan sát về loài này.

### O. pubescens
O. pubescens có lớp lông cứng mỏng trên lưng và lông dày ở mặt dưới. Lưng có màu xanh đồng và chân có màu xanh lục sáng. Loài này có hai phân loài: O. p. hantam và O. p. pubescens. O. p. hantam bị giới hạn ở khu vực cao hơn.

## Tình trạng bảo tồn
Mặc dù không có loài Odontorrhina nào được đưa vào Sách đỏ IUCN, một bài báo năm 2012 cho rằng các loài thuộc chi này có khả năng bị đe dọa nếu tác động của biến đổi khí hậu ở các khu vực mà chúng là loài đặc hữu trở nên tồi tệ hơn.

## Vòng đời
Hầu hết các loài Odontorrhina phát triển dưới dạng ấu trùng dưới các bụi cây, tận dụng bóng râm để bảo vệ khỏi cái nóng hoặc mất nước. Chỉ trừ Odontorrhina krigei sử dụng các gò mối với mục đích tương tự. Ấu trùng O. krigei ăn chất thải từ gò mối, trong khi ấu trùng của các loài khác ăn lá mục.

## Hình ảnh

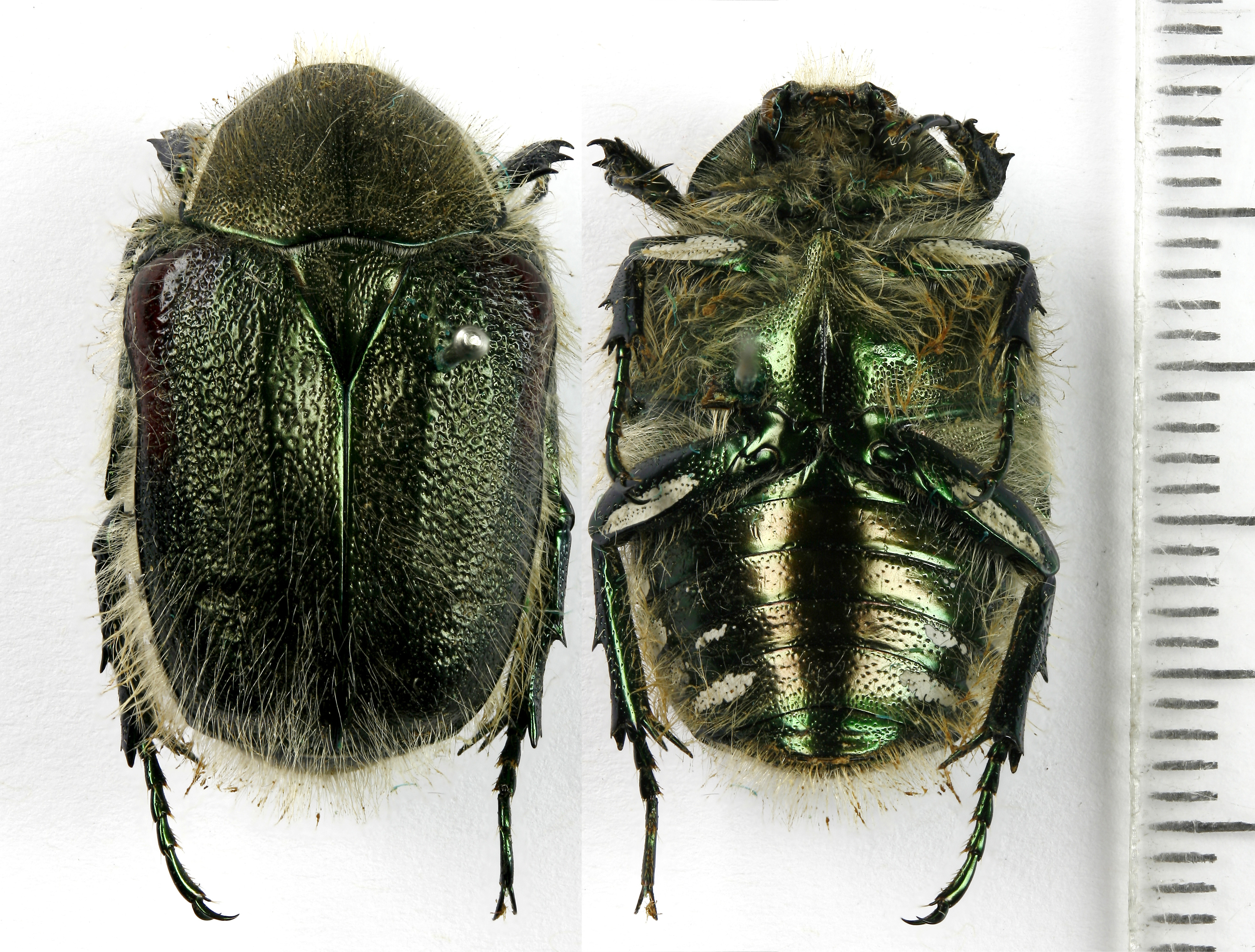
Odontorrhina pubescens Olivier, 1789
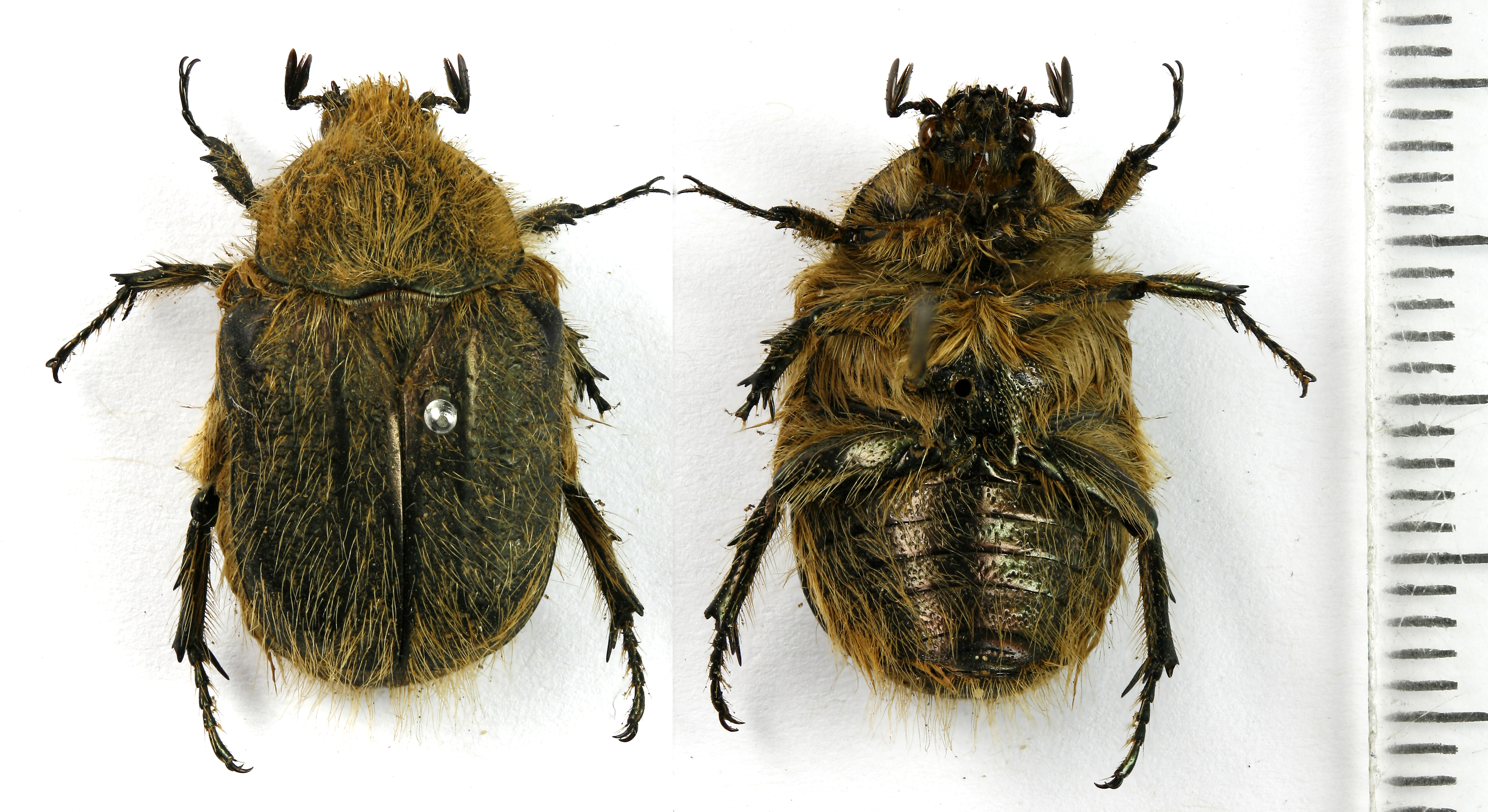
Odontorrhina hispida Olivier, 1789
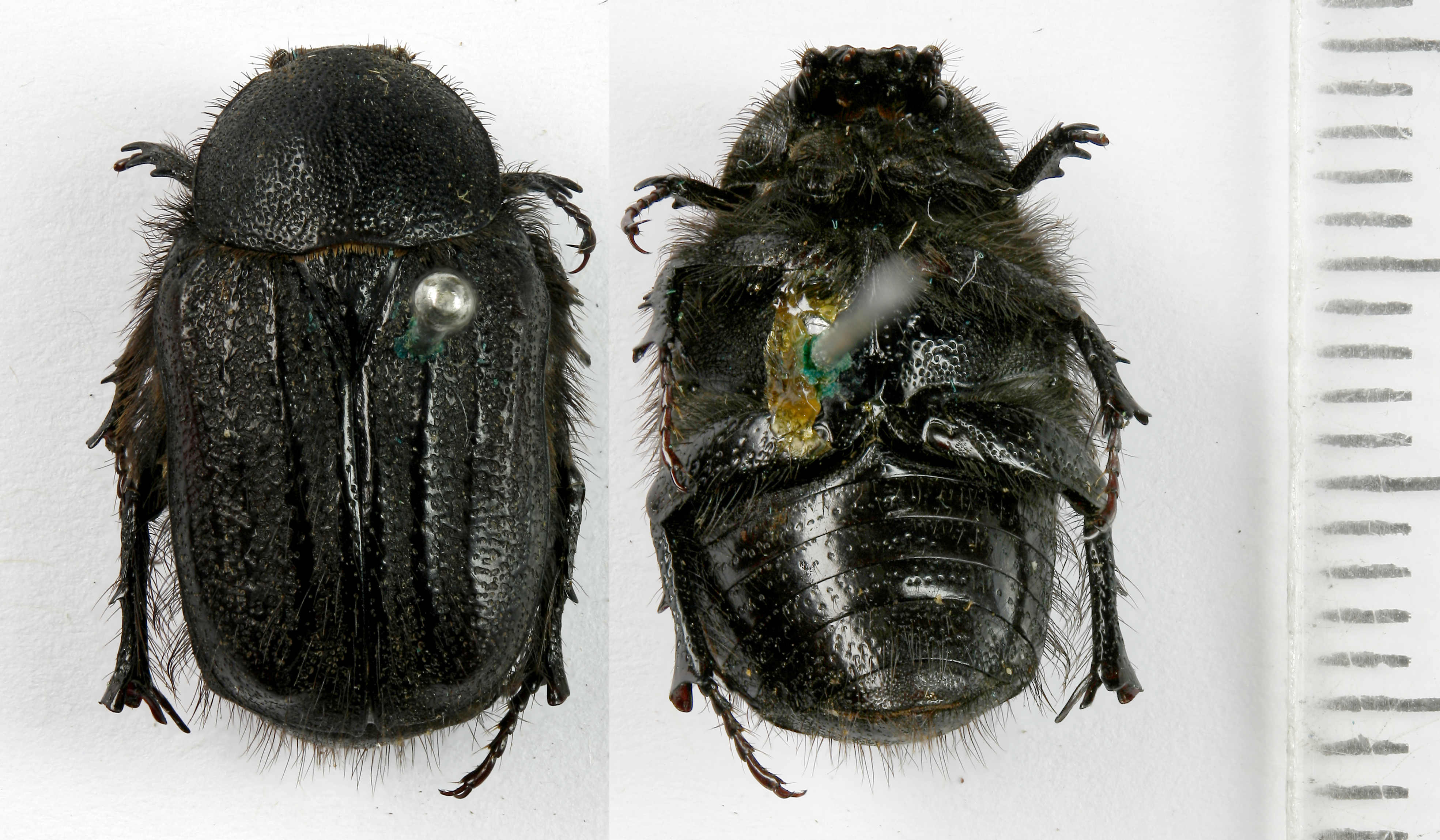
Odontorrhina krigei Schein, 1950